# Evil Invaders
Evil Invaders — второй альбом канадской трэш/спид-метал группы Razor, выпущенный в октябре 1985 года.

## Список композиций
Слова и музыка всех песен — группа Razor.
| №   | Название                      | Длительность |
| --- | ----------------------------- | ------------ |
| 1.  | «Nowhere Fast (instrumental)» | 4:26         |
| 2.  | «Cross Me Fool»               | 3:13         |
| 3.  | «Legacy of Doom»              | 3:22         |
| 4.  | «Evil Invaders»               | 3:49         |
| 5.  | «Iron Hammer»                 | 3:38         |
| 6.  | «Instant Deathr»              | 2:57         |
| 7.  | «Cut Throat»                  | 4:11         |
| 8.  | «Speed Merchants»             | 3:45         |
| 9.  | «Tortured Skull»              | 5:35         |
| 10. | «Time Bomb»»                  | 3:46         |
| 11. | «Thrashdance»                 | 3:19         |

## Участники записи
- Стейс МкЛарен — вокал
- Дейв Карло — гитара
- Майк Кампаноло — бас-гитара
- Майк Эмбро — ударные